# Irpinia

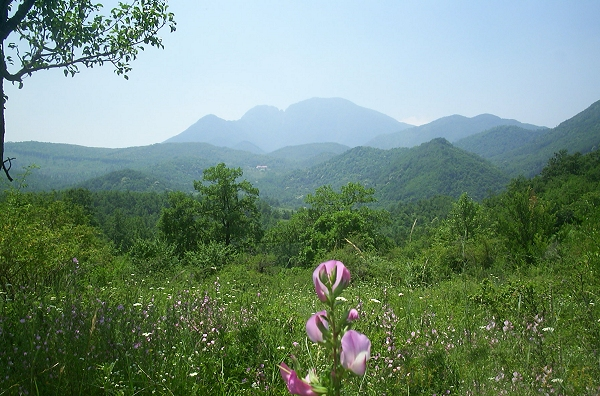
Paysage typique de l'Irpinia, municipalité de Montella, province d'Avellino, Italie. En arrière-plan Mont Acellica entouré par le vert typique Irpinia.

 (novembre 2020).
L'Irpinia est une région historique du sud de l'Italie, territoire des anciens Hirpins. Constitué de collines et de moyennes montagnes de l'Apennin du Sud, l'Irpinia correspond à peu près à l'actuelle province d'Avellino de la Campanie.

## Géographie
L'Irpinia fait partie de la région Campanie et c'est le nom osque qui désigne la province d'Avellino. « Hirpus » signifie en effet « loup » dans cette langue, et est aujourd'hui encore le symbole de l'Irpinia. Cette région était occupée dans l'Antiquité par les Hirpins.

## Produits typiques
- Les vins de l'Irpinia : le vin rouge Taurasi. Les vins blancs Greco (déjà savourés par Pline l'Ancien), de Tufo et Fiano.
- Les fromages de l'Irpinia : Pecorino et Caciocavallo (fromages de Montella et Bagnoli).
- Châtaignes de Montella et de Serino
- Noisettes d'Avella
- Miel, champignons et truffes noires de Bagnoli Irpino
- Charcuterie de Mirabella Eclano

## Événements
- Tremblement de terre de l'Irpinia le 23 novembre 1980.

## Fêtes
- Carnaval de Montemarano
- Fête du char de paille le 3e samedi de septembre à Mirabella Eclano
- Fête religieuse Abbey Saint Gerardo Maiella 16 octobre Caposele

## Culture et loisirs
- Les centres-villes d'Avellino, Sant'Angelo dei Lombardi, Mirabella Eclano.
- Abbey Goleto  Sant'Angelo dei Lombardi
- Musée d'Avellino
- Sanctuaire de Montevergine
- Sanctuaire Saint Gérard Majella Materdomini
- Caposele Musée de l'eau
- Lac Laceno pistes de ski
- Parc national du Partenio et Alta Irpinia.
- Parc naturel régional des monts Picentini.